# Åtalet mot Donald Trump i Georgia
Åtalet mot Donald Trump i Georgia (engelska  The State of Georgia v. Donald J. Trump, et al.) är ett åtal mot USA:s 45:e president Donald Trump och 18 andra personer, för att de på ett olagligt sätt försökt ändra resultatet av presidentvalet 2020 i Georgia.
De åtalas bland annat enligt RICO-lagen (Racketeer Influenced and Corrupt Organizations Act) som har syftet att komma åt organiserad brottslighet och har ett minimistraff på fem års fängelse. 
Till skillnad från de federala åtalen mot Trump kan de som eventuellt döms inte benådas av en framtida president.
Åtalet väcktes av distriktsåklagaren Fani Willis den 14 augusti 2023 i en delstatlig domstol i Fulton County, Georgia.
Utöver Trump är de åtalade:
- Rudy Giuliani, Trumps advokat
- John Eastman, Trumps advokat
- Mark Meadows, Vita husets stabschef
- Kenneth Chesebro, advokat
- Jeffrey Clark från USA:s justitiedepartement
- Jenna Ellis, advokat för Trumps valkampanj
- Ray Smith III, advokat för Trumps valkampanj
- Robert Cheeley, advokat
- Michael Roman, hade en ledande roll i Trumps valkampanj
- David Shafer, ordförande för republikanerna i Georgia och en av de falska elektorerna
- Shawn Still, en av de falska elektorerna
- Stephen Lee, pastor
- Harrison Floyd, ledare för en svart kampanjgrupp för Trump
- Trevian Kutti, PR-specialist
- Sidney Powell, advokat för Trumps valkampanj
- Cathleen Latham, ledare för republikanerna i Coffee County, Georgia och en av de falska elektorerna
- Scott Hall, person som mot betalning ställer borgen för åtalade
- Misty Hampton, valövervakare i Coffee County

Ytterligare 30 personer beskrivs som inblandade men åtalas inte.
Åtalet har likheter med det federala åtalet mot Donald Trump för försöken att omkullkasta valresultatet 2020. Där är dock bara Trump åtalad medan fem av de övriga (Giuliani, Eastman, Powell, Chesebro och Clark) beskrivs som inblandade utan att nämnas vid namn.

## Bakgrund
Efter presidentvalet den 3 november 2020 fortsatte Trump och hans medhjälpare att hävda, utan bevis, att det förekommit valfusk.
Det gjordes flera försök att påverka myndighetspersoner och politiker i olika delstater att ändra eller underkänna valresultatet. 
I sju delstater, däribland Georgia, organiserades alternativa, olagliga elektorer som skulle rösta på Trump i stället för Joe Biden.
Ett par rösträknare i Fulton County utsattes för trakasserier och grundlösa beskyllningar om valfusk vilken ledde till en våg av hot mot dem. (I ett separat civilmål dömdes Giuliani i december 2023 att betala 148 miljoner dollar i skadestånd till valarbetarna. Detta ledde till att Giuliani gick i personlig konkurs.)
I ett inspelat telefonsamtal den 2 januari 2021 försökte Trump pressa statssekreteraren i Georgia, Brad Raffensperger, att ändra valresultatet.
Den 7 januari fick en grupp av Trumps medhjälpare tillgång till vallokalerna i Coffee County, bröt sig in i de elektroniska röstningsmaskinerna och kopierade data därifrån för att hitta bevis på valfusk.

## Åtalspunkterna
Åtalet innehåller totalt 41 punkter. Trump själv åtalas på 13 punkter. 
- Alla 19 åtalas enligt RICO-lagen för att deltagit i en kriminell sammansvärjning för att omkullkasta valresultatet.
- Trump, Giuliani, Smith, Latham, Cheeley, Eastman, Shafer, Chesebro, Roman, Still, Ellis, Meadows och Clark åtalas för att ha försökt ändra valresultatet genom bland annat lögner om valfusk, påverkan av myndighetspersoner, organiseringen av de falska elektorerna, förfalskningar och mened.
- Powell, Hampton, Latham och Hall åtalas för olika brott i samband med att man bröt sig in i röstningsmaskinerna i Coffee County.
- Lee, Floyd och Kutti åtalas för olika brott i samband med trakasserierna av rösträknarna i Fulton County.

## Rättegången
Under september och oktober 2023 erkände sig Scott Hall, Sidney Powell, Kenneth Chesebro och Jenna Ellis skyldiga till vissa åtalspunkter i överenskommelser med åklagarna. De dömdes till villkorligt fängelse, böter och samhällstjänst. De måste också vittna mot de andra åtalade.
Datum för huvudförhandlingen för de övriga var i mars 2024 ännu inte bestämt.
I mars 2024 strök domaren i målet sex av åtalspunkterna, varav tre gällde Trump. Domaren ansåg att punkterna var för vaga.